# Eisothistos societensis
Eisothistos societensis är en kräftdjursart som beskrevs av Müller 1990. Eisothistos societensis ingår i släktet Eisothistos och familjen Expanathuridae. Inga underarter finns listade i Catalogue of Life.